# 小原徳子
小原 徳子（こはら のりこ、1988年3月22日 - ）は、日本の女優。元お菓子系アイドル。
長野県岡谷市出身。ディサイファ所属。2018年11月に木嶋 のりこ（きじま のりこ）から改名。

## 略歴
2003年、スカウトされ、グラビアアイドル・木嶋 のりことしてスタート。
2005年、『制コレ05』において「7テイルズ」賞を獲得。
2008年、映画『ピョコタン・プロファイル』（監督：梶野竜太郎）で初主演。
2009年3月13日、当時の所属事務所（K's Garden）をやめると発表したが、しばらくはK's Garden預かりという形になる。
2010年2月よりメディア・マジック・パブリッシングに在籍。同年6月より有限会社アグア/パイク・プランニングに移籍。
2011年、木嶋のファンだったという仲村みうのプロデュースにより、「今までの清楚なイメージをぶち壊す」コンセプトでイメージビデオ作品を発表。
2012年、『ミス東スポ2012』にて櫻井里佳、市川みきと共にグランプリ受賞。
2013年3月、映画『こたつと、みかんと、ニャー。』（監督：梶野竜太郎）で主演。
2013年7月、アイドルユニット「9-Bit報道部」のプロデューサーに就任。
2013年11月、映画『こたつと、みかんと、殺意と、ニャー。』（監督：梶野竜太郎）で主演。
2014年6月、「9-Bit報道部」のデビューシングル「Nowloading…」の作詞も担当する。
2014年7月、映画『ちょっとかわいいアイアンメイデン』で主演。
2014年7月、映画『Z〜ゼット〜 果てなき希望』に火野原あかり役で出演。
2015年5月、NHK大河ドラマ『花燃ゆ』に、大奥の女中役で出演が決定したことをブログにて報告する。
2017年7月、パイク・プランニングがGOLD STARと合併。合併によりGOLD STARに移籍。
2017年7月31日、GOLD STARを離れることを報告した。
2018年9月19日、株式会社Water blueに所属することになったと報告。
2018年11月10日、小原徳子に改名したことを発表。小原は母親の旧姓。2019年には自主製作映画3本でプロデューサーを務めた。

## 人物
グラビアアイドル時代から演技志望であり、映画監督の鶴田法男は「セクシーなだけでなく役者としてしっかりしてる」と演技スタイルを評価。
2016年のインタビューでは「お芝居をやって行く中でわたしの人生を切り撮りたいという人がいたら、ぜひ切り撮っていただければ」と述べている。
仲のいいタレントは、鈴木ゆき、初原千絵、原田真緒、河合風花、愛星ゆうな、熊谷知花、夏乃美菜、鎌田紘子、黒沢美怜。

## 作品

### シングル
- Liquid Fictions（2010年、Knowledge Alliance、「ちぇり〜★腐ぁ〜む」レミたむ名義）

### 映像作品

#### イメージビデオ（単独）
- 激写Vol.2 現役高校生Noriko（2005年2月18日、日本メディアサプライ）
- 透明少女（2005年9月22日、竹書房）
- 激写Vol.12 木嶋のりこ 美少女再び（2005年12月16日、日本メディアサプライ）
- 激写Net限定版 ALL ABOUT noriko Kijima（2006年1月31日、日本メディアサプライ）
- みつめていたい。（2006年3月25日、フォーサイド・ドット・コム）
- Angel Kiss〜のりのりPanic!〜（2006年6月22日、イーネット・フロンティア）
- Angel Kiss〜のりのりPanic!2〜（2006年9月22日、イーネット・フロンティア）
- 激写Vol.20 木嶋のりこ（2006年12月22日、日本メディアサプライ）
- Complete Last Version〜from 亜麻色学園〜（2007年1月24日、ビーエムドットスリー）
- 臨界（2007年3月23日、フォーサイド・ドット・コム）
- 木嶋のりこと露天風呂でSEXY温泉デート（2007年5月15日、シーズファクトリー）
- のりのりドリーム（2007年5月25日、フォーサイド・ドット・コム）
- Angel Kiss〜のりのりバカンス〜（2007年12月20日、イーネット・フロンティア）
- ぜーんぶ のりこ スペシャル（2008年8月15日、京浜美装、現役高校生6と激写Vol.2、激写Vol.12、激写スペシャル（それいけ葉っぱ隊!）、激写Vol.20および170個のJPEGファイルのセット）
- みつめてほしい。（2008年10月17日、フォーサイド・ドット・コム）
- 誘惑〜temptation〜（2008年11月21日、イーネット・フロンティア）
- のりこの道（2009年3月25日、エアーコントロール）
- まいうぇい（2009年11月25日、エアーコントロール）
- 究極乙女 Sweet Heart（2010年7月30日、シャイニングスターエンターテイメント）
- ワルノリ/木嶋のりこ（2011年3月、アイドルファクトリー）
- 妄想ハニー（2011年7月22日、イーネット・フロンティア）
- 裸のマーメード（2011年12月17日、マックス）
- EDEN（2012年6月29日、マックス）
- ホワイト・カーテン（2012年11月9日、キングダム）
- 禁じられた遊び（2013年2月20日、ラインコミュニケーションズ）
- ブラック・オーシャン（2013年5月10日、キングダム）
- FLY スパイシーデザート（2013年9月30日、アクアハウス）
- 反則（2014年1月20日、ラインコミュニケーションズ）
- ラブ・パラドックス（2014年7月20日、ラインコミュニケーションズ）

#### イメージビデオ（共演）
- 現役高校生6（2004年12月17日、日本メディアサプライ）
- 絶対美少女主義 現役高校生SPECIAL 2005（2005年7月22日、日本メディアサプライ）
- あぶない休日 木嶋のり子・古賀恵（2005年12月27日、オルスタックピクチャーズ）
- 激写スペシャル それいけ葉っぱ隊!（2006年7月21日、日本メディアサプライ）
- GO!!GO!!清純スクールファイブ（2006年8月18日、日本メディアサプライ）
- たまゆら、木嶋のりこ・鈴木ゆき（2006年11月24日、フォーサイド・ドット・コム）
- 本気萌え グラドルビーチバレー 激闘篇（2009年4月24日、SPO-X）

#### バラエティなど
- 鈴木タイムラー・ブートレッグ vol.6（2005年12月17日、ザ・ワークス）
- グラドル女学院、未公開お宝映像集8〜木嶋のりこ＆斉藤美穂SP〜（2007年4月6日、イーネット・フロンティア）
- 史絵.塾長の鉄娘養成虎の穴（1）鉄道車両とは??乗り鉄を楽しもう編（2009年9月29日、レイルビジョン）
- 史絵.塾長の鉄娘養成虎の穴（2）楽しむ!鉄道模型の世界?乗り鉄&撮り鉄編（2009年10月29日、レイルビジョン）
- 史絵.塾長の鉄娘養成虎の穴（3）駅鉄編　乗り鉄編II（2009年11月29日、レイルビジョン）
- 温泉女子会 〜映画『こたつと、みかんと、ニャー。』メイキング〜（2013年5月12日、サモワール）
- 木嶋のりこ ナイショの放課後 〜映画『ちょっとかわいいアイアンメイデン』より〜（2014年7月4日、角川書店）
- メイキング・オブ・屋根裏の散歩者（2016年7月27日、キングレコード）

## 出演

### 映画
- DIVIDE ディバイド（2006年）
- 片腕マシンガール（2007年）ヨシエ 役
- ピョコタン・プロファイル（2008年）主演・さより 役
- ユリ子のアロマ（2010年）みほ 役
- あるロボットの話（2012年）ヒロイン 役
- こたつと、みかんと、ニャー。（2013年）主演・ニャー 役
- こたつと、みかんと、殺意と、ニャー。（2013年）主演・ニャー 役
- ちょっとかわいいアイアンメイデン（2014年）主演・武藤結月 役
- Z〜ゼット〜 果てなき希望（2014年）火野原あかり 役
- 幸福ノうわっつら（2016年）主演
- DEVOTE（2016年）ハル 役
- 屋根裏の散歩者（2016年）[24]主演・大内照子 役
- ジムノペディに乱れる（2016年）日高小夜子 役[25]
- 時時巡りエブリデイ（2017年）[26]
- 素敵なダイナマイトスキャンダル（2018年）[27]ユーコ 役
- 我が名は理玖（2018年）主演[28]
- 名前（2018年）[29]
- 後藤さんを待ちながら（2018年）
- 指の輪のなかで（2018年）
- 君から目が離せない〜Eyes on you〜（2019年）[30]
- 特集:二人の作家 根岸里紗×田口敬太「誰もいない部屋」（2019年）[31]
- 幸福な囚人（2019年）澤田和子 役[32]
- 窮鼠はチーズの夢を見る（2020年）井手瑠璃子 役[33]
- いずれあなたが知る話（2023年5月13日[34]）原田靖子 役、脚本兼任[35]
- 卍（レジェンド・ピクチャーズ、2023年9月9日）主演・園子 役[36]
- 渇愛の果て、（2024年5月18日）里美 役[37]
- THIS MAN（2024年6月7日）[38][39]
- 胴鳴り（2024年6月22日）奥野沙月 役[40]
- 真夏の果実（2025年5月17日）[41]

### 劇場アニメ
- 許されたがーるズ（2017年）カナ 役

### テレビドラマ
- オバー自慢の爆弾鍋（2012年4月 - 6月、沖縄テレビ）用子 役
- 大河ドラマ『花燃ゆ』（2015年7月 - 9月、NHK）大奥の女中 役
- 都市伝説バスター NEXT STAGE 第2話（2016年2月10日、千葉テレビ）[42]
- 水曜ミステリー9『マザー・強行犯係の女〜傍聞き〜』（2016年4月20日、テレビ東京）神田朱美 役
- 私がヒモを飼うなんて 第5話・第7話・最終話（2023年4月26日・5月10日・5月17日、TBS） - 宗一の母 役

### バラエティ
- 史絵.塾長の鉄娘養成虎の穴（2009年4月 - 10月、つくばテレビ）
- トップアイドル育成バラエティD☆D（2012年、テレビ埼玉、千葉テレビ、テレビ神奈川）
- ピグ☆1 アイドル恋愛予備校!（2012年8月 - 2013年1月、つくばテレビ）
- NEO決戦バラエティ キングちゃん（2016年8月2日、10月11日、12月6日、2017年5月9日、6月20日、2018年3月6日、テレビ東京）死神 役[43]

### その他のテレビ番組
- 体当たり下克上!劇団「アイドル座!」（2008年、MONDO21）
- 〜週刊シティプロモーション〜ご当地サタデー♪（2015年10月 - 2016年3月、J:COM）レポーター
- MasuMasu SUMMER! 信州の夏満喫!!（2016年8月1日 - 8月29日、長野放送）

### 舞台
- 101匹萌えタン（2006年7月29日 - 30日）
- K.B.S.Project act.03『本能寺オテロ』（2008年2月14日 - 17日）明智煕子 役
- TYPES 10周年記念公演『ダウン・バイ・ロウ』（2009年3月4日 - 8日）アイ 役
- TYPES 10周年記念公演 第2弾公演『月葬』（2009年5月5日 - 10日）
- TYPES公演『夢の海賊』（2010年2月19日 - 28日）
- ポップンマッシュルームチキン野郎 第10回公演『すいません、私はもうすぐ着きます』（2010年5月21日 - 23日）
- 山田ジャパン2月本公演『とのまわり』（2017年2月16日 - 19日、2月22日 - 25日）
- 山田ジャパン10月本公演『欲浅物語』（2017年10月27日 - 29日、11月1日 - 5日）
- チーズtheater第4回本公演『Festa.』（2017年11月28日 - 12月3日）[44]
- オザワミツグ演劇 第1回お披露目『人を殺して生きている』（2018年6月28日 - 7月3日）[45]
- オザワミツグ演劇 第5回お披露目『貧しく困ってる人よりも優先だ、ゆけーストレス怪獣!』（2020年3月5日 - 9日）[46]

### オリジナルビデオ
- Liquid Fiction（2010年7月21日、ポニーキャニオン）主演・レミたむ 役
- 萌えキュン@MOVIE 聖♥美少女フィギュア伝（2006年8月23日、バップ）主演・愛流 役
- マイティレディ（2012年）マリア 役
- ドSお嬢様REIKO（2013年1月18日、メディアージュ）
- 実録!!恐怖の心霊スポット 木嶋のりこ&原田真緒（2014年7月2日、グラッソ）
- 灼熱の闘牌録!鉄火場のシン 生き残るモノの覚悟（2014年8月6日、竹書房）ちはる 役
- 灼熱の闘牌録!鉄火場のシン 卓上に賭けた絆（2014年9月3日、竹書房）ちはる 役
- DOLL 透明少女（2014年9月3日、アメイジングD.C.）主演・のんちゃん 役
- DOLL 永遠少女（2015年5月2日、アメイジングD.C.）主演・唯 役

### ラジオ
- 木嶋のりこののりこの時間（2012年10月5日 - 2013年3月29日、SBCラジオ）
- Emotional Beat 姫ラジ（2016年1月9日 - 12月24日、レインボータウンFM）

### CM
- イーブックイニシアティブジャパン、eBookJapan（2016年）

### インターネットテレビ
- 魚介類TV（2010年2月 - 2011年10月、ニコニコ生放送）
- 初原千絵・のりぞーゆっころ・THE 1000人SHOW（2011年11月 - 2012年9月、アメーバスタジオ）
- 木嶋のりこのノリノリ☆ゴールド（2013年6月 - 2014年10月、アメーバスタジオ）
- 9-Bit放送部 のりかじ定食（2013年9月 - 2014年2月、ニコニコ生放送）
- 生スマ 〜生放送でスマホゲームをアイドルと遊んじゃおう!〜（2014年2月 - 11月、ニコニコ生放送）
- 木嶋のりこのノリノリ☆ゴールドZ（2014年11月 - 2015年10月、SHOWROOM）
- 木嶋のりこのいちゃPIKE（2015年7月 - 2016年12月、SHOWROOM）

### WEB CM
- 賃貸コンシェルジュハウス（2012年）
- 東京丸鶏（2012年）
- MJC
- 白十字（2012年）

### 携帯サイト・モバイルコンテンツ
- アイドルがイッパイ（アイパイ）
- 美女育成カードバトル「特命係長只野仁の四十八手伝説」（2012年、GREE）

### ドラマCD
- ガールフレンド 第5巻特装版（2007年6月、集英社）付属のドラマCD：トモ、女子高生B 役

## 書籍

### 写真集
- 臨界（印刷版:2006年3月25日、デジタル版:2007年1月11日、フォーサイド・ドット・コム）
- 白夜花〜byakuya bana〜（2006年12月、ko’sパブリッシング）ISBN 978-4903334066
- シアワセの木（2006年12月、ko’sパブリッシング）ISBN 978-4903334059
- のりのりドリーム（印刷版:2007年5月25日、デジタル版:2007年7月19日、フォーサイド・ドット・コム）
- ちょっとかわいいアイアンメイデン（2014年7月4日、角川書店）ISBN 978-4041014707
- 矛盾する、本能。（2014年9月、角川書店）ISBN 978-4041014707
- N all（2016年9月8日、講談社）ISBN 978-4063528527

### 雑誌
- Cream（ワイレア出版）
- CreamBBvol.4,vol.5（ワイレア出版）
- 新人タレントDVD名鑑（バウハウス）
- 共鳴せよ!私立轟高校図書委員会（2）（漫画、表紙など）